# みゆはん
みゆはん（1月31日 - ）は、日本のシンガーソングライター、声優。香川県丸亀市出身。株式会社クラウドナイン所属。夫はDiosのギタリスト・Ichika Nito。
身長154cm、血液型はA型。2017年2月22日にミニアルバム「自己スキーマ」でビクターエンタテインメントからメジャーデビューした。

## 来歴
2015年、出身地の香川県から上京し本格的に音楽活動を開始した。自らの愛称を“コミュ障シンガーソングライター”と呼ぶ。
2017年、同年1月より放送されたTVアニメ『けものフレンズ』では、エンディング曲の作詞・作曲・歌唱も担当するとともに、愛猫家ということもありスナネコ役の声優として出演した。
2017年2月22日（猫の日）、『けものフレンズ』のエンディング曲「ぼくのフレンド」を含む6曲収録のミニアルバム『自己スキーマ』でビクターエンタテインメントよりメジャー・デビューを果たした。発売当日のダウンロード数順位は、「ぼくのフレンド」はAmazonデジタルミュージックストアおよびiTunes Storeで1位、また『自己スキーマ』はAmazonで1位、iTunes Storeで2位を記録した。
2019年にはTVアニメ『八月のシンデレラナイン』でオープニング曲「エチュード」の歌唱を担当したほか、声優として能見志保役で出演。
2021年には事務所の後輩の女性歌手・Adoの配信限定シングル第6作で映画『かぐや様は告らせたい〜天才たちの恋愛頭脳戦〜 ファイナル』の挿入歌「会いたくて」の作詞・作曲を手掛けた。
2024年3月23日、Diosのギタリスト・Ichika Nitoと入籍したことを自身のX（旧Twitter）にて発表した。また、同年3月31日をもって所属事務所を退所することを表明している。

## 人物像・音楽性
小学生の頃もあまり喋らないタイプであり、担任の先生に“20年くらい教師しててこんなに喋らない子初めて”と言われる程無口であった。小学生の頃と大学生の時にいじめにあった経験からコミュ障になり、“人の気持ちがわかるようになりたい”と思った事からカウンセラーを目指し心理学を専攻した。
音楽を好きになったきっかけは、父がさだまさしやフォークソングが好きだった影響を受け独学でギターを弾くようになった事であり、2015年に上京後、本格的に音楽活動を開始している。
自らの愛称を“コミュ障シンガーソングライター”と呼んでいるが、活動範囲は多彩であり、シンガーソングライターとしての活動以外にも、実家の猫をモチーフとしたキャラクター「けせらーず」をプリントしたアパレルを販売するなど、独自のフィールドを確立しマルチに活動をしている。
制作する楽曲は“コミュ障シンガーソングライター”という肩書きとの関連性はなく、王道J-POPのラブソングを得意とし、将来的には、10年後も20年後も残っており、男性からも女性からも好かれるようなアーティストとして、日本武道館や紅白歌合戦にも出演したいと夢を語っている。

## ディスコグラフィー

### シングル
|     | 発売日        | タイトル   | 規格品番                                                                       | オリコン最高位 |
| --- | ------------- | ---------- | ------------------------------------------------------------------------------ | -------------- |
| 1st | 2019年5月22日 | エチュード | VICL-37478（みゆはん(通常)盤） VIZL-1596（ハチナイ(初回限定)盤 [CD+ポスター]） | 44位           |

### オリジナルアルバム
|     | 発売日         | タイトル           | 規格品番                                                                                          | オリコン最高位 |
| --- | -------------- | ------------------ | ------------------------------------------------------------------------------------------------- | -------------- |
| 1st | 2018年7月4日   | ひきこもり情報弱者 | VICL-65022（通常盤） VIZL-1395（フォトブック付初回限定盤） VIZL-1394（アパレル付完全限定限定盤）  | 30位           |
| 2nd | 2019年3月20日  | 闇鍋               | VIZL-1568（生産限定盤） VIZL-1567（完全生産限定盤）                                               | 45位           |
| 3rd | 2020年1月22日  | ぷ。               | VICL-65319（通常盤） VIZL-1726（初回限定盤A [CD+DVD]） VIZL-1727（初回限定盤B [CD+フォトブック]） | 71位           |
| 4th | 2021年10月20日 | かいこ             | CNME-00071                                                                                        | 161位          |
| 5th | 2023年9月20日  | Downer             | CNME-00072                                                                                        | 289位          |

### ミニアルバム
|     | 発売日        | タイトル       | 規格品番                                                                             | オリコン最高位 |
| --- | ------------- | -------------- | ------------------------------------------------------------------------------------ | -------------- |
| 1st | 2017年2月22日 | 自己スキーマ   | VICL-64752（通常盤） VIZL-1126（初回限定盤） NZS-736（1,000セット完全限定特装盤）    | 30位           |
| 2nd | 2017年9月29日 | リスキーシフト | VICL-64855（通常盤） VIZL-1245（DVD付初回限定盤） VIZL-1246（2,222セット完全限定盤） | 19位           |

### 配信限定シングル
|      | 発売日         | タイトル                    | レーベル                   |
| ---- | -------------- | --------------------------- | -------------------------- |
| 1st  | 2018年9月19日  | イーブイマーチ              | ビクターエンタテインメント |
| 2nd  | 2019年10月14日 | SUPER SHIRO                 | ビクターエンタテインメント |
| 3rd  | 2021年7月30日  | 鳴り止まない着信音の中で    | CloudNine                  |
| 4th  | 2022年6月15日  | コロコロ魂!                 | minna no corouta project   |
| 5th  | 2022年8月31日  | 真夏の陽が刺した            | CloudNine                  |
| 6th  | 2022年10月5日  | 南無阿弥らぶちゅ            | CloudNine                  |
| 7th  | 2023年3月30日  | 未来永劫期待ゼロ            | CloudNine                  |
| 8th  | 2023年5月3日   | 化け猫ビート                | CloudNine                  |
| 9th  | 2023年6月14日  | 別れよっか                  | CloudNine                  |
| 10th | 2023年8月24日  | 劣等生ルーザーマン          | CloudNine                  |
| 11th | 2024年1月17日  | あざとくて何が悪いんですか? | Sony Music Labels          |

### キャラクターソング
| 発売日        | 商品名          | 歌                             | 楽曲           | 備考                                  |
| ------------- | --------------- | ------------------------------ | -------------- | ------------------------------------- |
| 2019年6月19日 | フレンズビート! | ナミチスイコウモリ（みゆはん） | 「蝙蝠晩餐会」 | テレビアニメ『けものフレンズ2』関連曲 |

### 参加作品
| 発売日        | タイトル                                               | 収録曲                                        | 備考                                |
| ------------- | ------------------------------------------------------ | --------------------------------------------- | ----------------------------------- |
| 2018年10月4日 | どうぶつビスケッツ『さふぁりどらいぶ♪』                | ぼくのフレンド (BONUS TRACK)                  |                                     |
| 2020年4月29日 | VOYZ BOY『ARRIVAL OF VOYZ BOY』                        | あの日見た空                                  | 作詞・作曲：みゆはん、編曲：高田翼  |
| 2021年8月12日 | Ado『会いたくて』                                      | 会いたくて                                    | 作詞・作曲：みゆはん、編曲：みきとP |
| 2022年2月9日  | eijun『卒業式の日、告ります。 (feat. みゆはん)』       | 卒業式の日、告ります。 (feat. みゆはん)       |                                     |
| 2022年2月23日 | eijun『卒業式の日、告ります。 REMIX (feat. みゆはん)』 | 卒業式の日、告ります。 REMIX (feat. みゆはん) |                                     |
| 2022年6月8日  | 福原遥『ハルカカナタヘ』                               | スキップサイダー                              | 作詞・作曲：みゆはん、編曲：江口亮  |
| 2023年8月2日  | FES☆TIVE『HUMAN NATURE WORLD』                         |                                               | 作詞：みゆはん                      |
| 2023年7月11日 | Ado『向日葵』                                          | 向日葵                                        | 作詞・作曲：みゆはん、編曲：40mP    |

### 映像作品
|     | 発売日        | タイトル       | 規格品番 | オリコン最高位 |
| --- | ------------- | -------------- | -------- | -------------- |
| 1st | 2020年5月27日 | ざんぱんまみれ | VIXL-313 | 92位           |
| 2nd | 2021年10月4日 | そくていまみれ | MEW-004  | 189位          |
| 3rd | 2022年8月3日  | きがえまみれ   | MEW-005  | 191位          |

### タイアップ曲
| 楽曲                        | タイアップ                                                                | 収録作品                                                           |
| --------------------------- | ------------------------------------------------------------------------- | ------------------------------------------------------------------ |
| キヲク                      | スマホゲーム『キヲクロスト』コラボレーションソング                        | アルバム『自己スキーマ』                                           |
| ぼくのフレンド              | テレビ東京系テレビアニメ『けものフレンズ』エンディングテーマ              | アルバム『自己スキーマ』                                           |
| ダンシングメトロノーム      | ルミカ ｢君は何色?｣ CMソング                                               | アルバム『ひきこもり情報弱者』                                     |
| イーブイマーチ              | プロジェクトイーブイテーマソング                                          | アルバム『ひきこもり情報弱者』 配信限定シングル 『イーブイマーチ』 |
| エチュード                  | テレビ東京系テレビアニメ『八月のシンデレラナイン』オープニングテーマ      | シングル『エチュード』 アルバム『ぷ。』                            |
| SUPER SHIRO                 | クレヨンしんちゃん ｢SUPER SHIRO｣ 主題歌                                   | 配信限定シングル『SUPER SHIRO』 アルバム 『ぷ。』                  |
| 未来永劫期待ゼロ            | 毎日放送ドラマ特区『バツイチがモテるなんて聞いてません』主題歌            |                                                                    |
| あざとくて何が悪いんですか? | テレビ朝日系「あざとくて何が悪いの?」内のドラマ企画「あざと連ドラ」主題歌 |                                                                    |

## プロデュース作品

### MV・CDジャケット
- 椎名ぴかりん「バババーババウムクーヘン★ / 下僕 GEBO GEBO !!」[19]

## 出演

### テレビアニメ
2017年
- けものフレンズ（スナネコ）

2019年
- けものフレンズ2（ナミチスイコウモリ）
- 八月のシンデレラナイン（能見志保）

2021年
- 猫ジョッキー（馬主子）

### webアニメ
2023年

### ゲーム
2016年
- キヲクロスト（セニア）

2019年
- けものフレンズ3（スナネコ、ナミチスイコウモリ）

### テレビ番組
- 徳井と後藤と麗しのSHELLYと芳しの指原が今夜くらべてみました（2020年、日本テレビ）